# Marathon (Santana)
Marathon è un album dei Santana del 1979.
Segnò l'inizio della carriera commerciale dei Santana, a dispetto di arrivare alla Top 40 con il brano "You Know that I Love You". Alex Ligertwood iniziò il suo debutto con quest'album, come cantante.

## Tracce
1. Marathon (Santana) - 1:28
2. Lightning in the Sky (Santana, Solberg) - 3:52
3. Aqua Marine (Pasqua, Santana) - 5:35
4. You Know That I Love You (Ligertwood, Pasqua, Santana) - 4:26
5. All I Ever Wanted (Ligertwood, Santana, Solberg) - 4:03
6. Stand Up (Santana, Solberg) - 4:02
7. Runnin' (Margen) - 1:38
8. Summer Lady (Ligertwood, Pasqua, Solberg) - 4:23
9. Love (Santana, Solberg) - 3:22
10. Stay (Beside Me) (Santana) - 3:50
11. Hard Times (Ligertwood, Margen, Pasqua) - 3:58